# Susan Hearnshaw
Susan Hearnshaw (Liversedge, Reino Unido, 26 de mayo de 1961) es una atleta británica retirada, especializada en la prueba de salto de longitud en la que llegó a ser medallista de bronce olímpica en 1984.

## Carrera deportiva
En los JJ. OO. de Los Ángeles 1984, Hearnshaw ganó la medalla de bronce en el salto de longitud, con un salto de 6.80 metros, quedando en el podio tras las rumanas Anişoara Cuşmir-Stanciu (oro con 6.96 metros) y Vali Ionescu (plata con 6.81 m).
Es hija de la también atleta Muriel Pletts que compitió en las primeras Olimpiadas post-Segunda Guerra Mundial, las de Londres 1948 finalizando cuarta con el equipo británico en los relevos 4x100 metros.